# ویم دی دکر
ویم دی دکر (انگلیسی: Wim De Decker؛ زادهٔ ۶ آوریل ۱۹۸۲) بازیکن فوتبال اهل بلژیک است.
از باشگاه‌هایی که در آن بازی کرده‌است می‌توان به باشگاه ورزشی بیرشات، باشگاه ورزشی رویال بووران، باشگاه فوتبال رویال آنتورپ، باشگاه فوتبال خنک، و باشگاه فوتبال خنت اشاره کرد.
وی همچنین در تیم ملی فوتبال بلژیک بازی کرده‌است.